# Claude de Gélas
Claude de Gélas, de Lyon, mort en 1630, est un prélat français du XVIIe siècle. Il est le fils de Jeanne de Villars, sœur de Nicolas de Villars, évêque d'Agen.

## Biographie
Claude de Gélas est conseiller au  parlement de Paris et trésorier des Saintes Chapelles de Vincennes et de Paris. Il succède son oncle en  comme évêque d'Agen en 1609.